# Buchstaben über der Stadt
Buchstaben über der Stadt ist das vierte Studioalbum der Hamburger Indie-Rock-Band Tomte.
Es ist der Nachfolger des Albums Hinter all diesen Fenstern und erschien im Februar 2006 beim Label Grand Hotel van Cleef. Das Album bedeutete für die Band den nationalen Durchbruch und war ihr bisher größter Erfolg.

## Rezensionen
Bine Jankowski von Laut.de vergibt die volle Punktzahl und schreibt über Uhlmanns Texte: "Seine Gedankengänge wirken verzweigter, zeigen bei mehrmaligem Beschreiten immer neue Winkel auf. Ganz zu schweigen von den vielen Zeilen, die mehr denn je auf Mauerwerke und Federmäppchen geschrieben werden wollen."
In der Rezension von Plattentests.de heißt es: "Buchstaben über der Stadt ist ein Album wie aus einem Guss, und das ist auch seine Stärke. Keine unnötigen Uptempo-Songs, und auch gesanglich hat Thees Fortschritte gemacht. So sehr, dass er bis ins Detail, bis hin zur Phrasierung nun beide Gallaghers zu imitieren vermag."

## Chartplatzierungen
Das Album ist mit Erreichen von Platz 4 in den deutschen Albumcharts das bisher erfolgreichste Album von Tomte. Auch in Österreich und der Schweiz wurde ein Eintrag in den Top 100 erreicht. Die Single Ich sang die ganze Zeit von dir schaffte es immerhin auf Rang 38.
Auch in den Jahrescharts diverser Musikmagazine war Buchstaben über der Stadt vertreten. So wählten es die Kritiker der Intro auf Platz 37 und die der Visions auf 46. In den Lesercharts reichte es sogar für Platz 6 bzw. 14, im Musikexpress war es laut Lesermeinung das zehntbeste, in der Spex das zwölftbeste Musikalbum des Jahres 2006.
Ich sang die ganze Zeit von dir war unter anderem auf Rang 15 in den Kritikercharts der Intro und bei den Lesern auf Platz 7 im Musikexpress bzw. Platz 16 der Visions. Auch die Single New York erzielte eine Platzierung in den Visions-Lesercharts, es reichte für den 25. Rang.

## Trackliste
1. Ich sang die ganze Zeit von dir, 04:22
2. So soll es sein, 03:32
3. Was den Himmel erhellt, 04:31
4. New York, 04:47
5. Walter & Gail, 04:57
6. Norden der Welt, 04:18
7. Warum ich hier stehe, 04:20
8. Auf meinen Schultern, 03:24
9. Sie lachen zu recht und wir lachen auch, 04:14
10. Geigen bei Wonderful World, 04:15

## Singleauskopplungen
- Ich sang die ganze Zeit von dir (27. Januar 2006, GHvC)

1. Ich sang die ganze Zeit von Dir (Single Edit)
2. Wir fragten Deinen Dealer
3. Das hier ist Fußball
4. Ich sang die ganze Zeit von Dir (Video)

- Norden der Welt (7. April 2006, Download)

1. Norden der Welt
2. So soll es sein (live)
3. Geigen bei Wonderful World (live)

- New York (kostenloser Download)

1. New York

## Weitere Mitwirkende
- Trompete: Sven Regener
- Cello: Hagen Kuhr, Hanno Kuhns
- Violine: Juliane Merse, Bruno Merse
- Gesang: Alex Matthes